# A Royal Weekend
A Royal Weekend (Hyde Park on Hudson) è un film del 2012 diretto da Roger Michell.

## Trama
Il racconto della storia d'amore tra Franklin Delano Roosevelt e la sua lontana cugina Margaret Suckley, centrata intorno al fine settimana nel marzo 1939, quando re Giorgio VI del Regno Unito e la regina Elizabeth Bowes-Lyon visitarono lo stato di New York ed il Presidente Roosevelt.

## Produzione
Il regista Roger Michell iniziò a cercare gli attori statunitensi adatti per i ruoli di Franklin Delano Roosevelt ed Eleanor Roosevelt nel marzo 2011. Alla fine dello stesso mese Bill Murray accettò di recitare nel ruolo di Roosevelt.

## Promozione
Il primo trailer del film viene pubblicato il 18 maggio 2012, mentre il trailer italiano viene diffuso online il 27 novembre 2012.

## Distribuzione
Il film viene presentato in vari festival cinematografici: al Telluride Film Festival (31 agosto), al Toronto International Film Festival (10 settembre) ed al New York Film Festival (30 settembre).
La pellicola viene distribuita nelle sale cinematografiche statunitensi a partire dal 7 dicembre 2012 ed in Gran Bretagna dal 1º febbraio 2013.

### Divieto
Il film viene vietato ai minori negli Stati Uniti d'America per la presenza di breve sessualità.